# 七夸克态
七夸克态是粒子物理学中假想的复合粒子，每个粒子由七个夸克或反夸结合在一起。

## 性质
有一个模型预测，最低能量的七夸克态是约2.5GeV的自旋-1/2或自旋-3/2的态。 另一项研究发现，最稳定的七夸克态将包括三个奇夸克和两个反奇夸克。

## 参阅
- 奇異重子